# Throphill
Throphill – przysiółek w Anglii, w Northumberland, w dystrykcie (unitary authority) Northumberland, w civil parish Meldon. Leży 29.2 km od miasta Alnwick, 23.7 km od miasta Newcastle upon Tyne i 421.4 km od Londynu. W 1951 roku civil parish liczyła 25 mieszkańców.